# Almadina

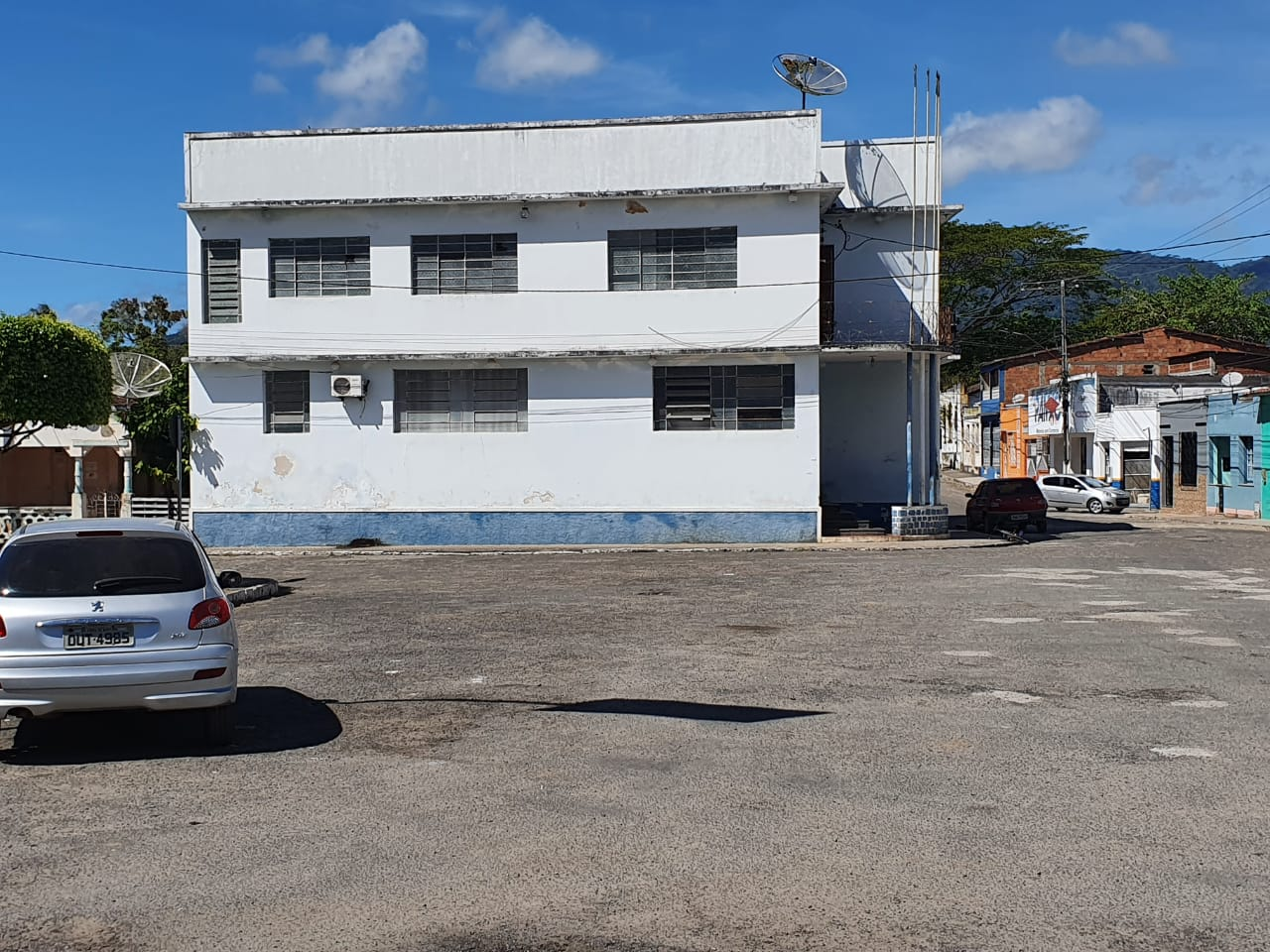
Antigo sindicato dos trabalhadores rurais, atual CAPS.

Almadina é um município brasileiro do estado da Bahia. Almadina é uma cidade hospitaleira, onde nos meses de junho e julho acontecem as festividades juninas, São Pedro e São João. Almadina é uma cidade muito fria que chega a menos de 10 °C no mês de junho e julho. A cidade é cercada por lindas serras típicas da Mata Atlântica; a economia almadinense antes cacaueira, hoje é baseada na produção de pequenos agricultores e um comércio mediano. Fica perto das cidades de Coaraci, Itajuípe, Itabuna e Ilhéus, onde a estrada é asfaltada e 80% em ótimo estado. Fica próxima também às cidades de Floresta Azul, Ibicaraí e Ibicuí, onde a estrada é de chão e trechos da ligação encontram-se em péssimo estado.

## História
O descobrimento das terras onde se encontra a nascente do Rio Almada iniciou-se por volta da segunda década do século XX. Portanto, em meados de 1910, o ciclo de expansão da economia cacaueira no sul da Bahia fez com que os primeiros exploradores se interessassem por essas faixas de terras jamais exploradas. Marcado pelo período de grande influência do coronelismo na política nacional. A exploração das faixas de terras localizadas próximas as nascentes do rio Almada, tinham como objetivo aumentar as fronteiras agrícolas do cacau.
Como um dos primeiros desbravadores dessas terras, Cel. Basílio Oliveira, que junto a seus homens decidiu deslocar a sua linha central de atuação que se encontrava nos terrenos do município de Itabuna, com intenção de ocupar as terras as margens do rio Almada. Alguns dos nomes mais importantes nesse processo de desbravamento são: Francisco Santos, Abílio Tavares, Gustavo Oliveira, Firmino Caldas, Agapito Lemos, Euzébio Ferreira e Domingos Brandão, dentre outros. Como retratado no livro “Terras do Sem Fim” do escritor Jorge Amado, Horácio da Silveira pseudônimo de Cel. Basílio Oliveira teria como motivo de seu deslocamento e mudança de foco econômico, vários conflitos com a família Badaró principalmente ao seu grande inimigo Juca Badaró, envolvendo disputas de terra perto da cidade de Itajuípe.
O Cel. Basílio Oliveira junto a seu grande amigo João Xavier da Costa, apelidado de João Branco, foram os responsáveis pelo desbravamento das terras que hoje chamamos de Almadina. Após a chegada nas terras o Cel. Basílio se estabeleceu em uma fazenda próxima à Pedra do Corcovado, localizada no quinto quilômetro da rodovia que hoje liga Almadina ao município de Coaraci. Com a decisão de se estabelecer nas terras conquistadas, Durval Francisco de Oliveira, filho de Cel. Basílio, se vê em um romance com Clotildes Xavier da Costa, filha de João Branco, ocasião que levou ao casamento dos dois e a união das duas famílias mais poderosas da região.

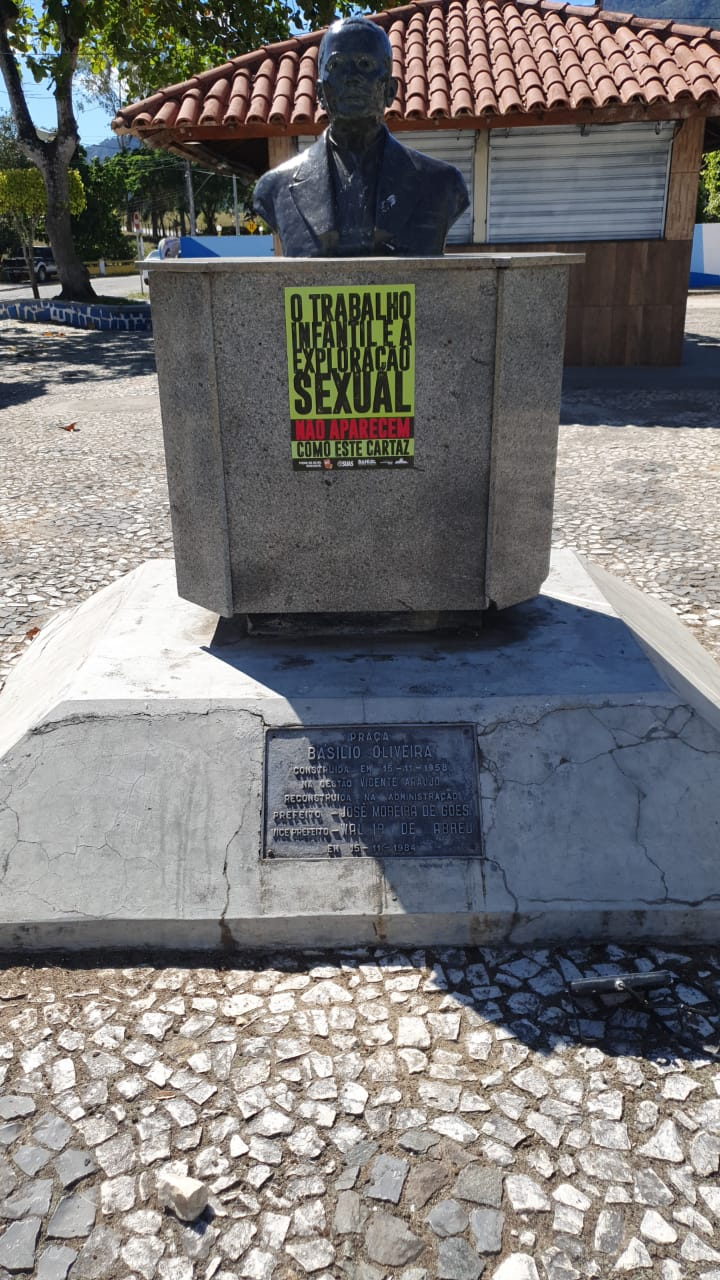
Busto de Cel. Basílio Oliveira reconstruída na nova administração em 1984.

Com a união do casamento, foi destinado a João Branco as terras que hoje delimitam o perímetro urbano de Almadina. Com a apropriação dessas terras a “fazenda de João Branco” se tornou parada obrigatória aos tropeiros que transportavam cacau, por ter uma localização estratégica para aqueles que seguissem caminho, muitas vezes da região do Rio Novo, atual município de Ipiaú, com destino a Itabuna. Para levar maior comodidade aos viajantes, uma pousada com a intenção de abrigar pessoas que se dedicavam ao transporte comercial foi criada, motivo que mais tarde daria origem ao arraial de Pouso Alegre. Observando aquela oportunidade, Idalina Caldas, segunda esposa de João Branco idealizou e incentivou a criação de outros estabelecimentos comerciais em suas propriedades, onde posteriormente ao redor desse estabelecimento começou a se desenvolver um pequeno arraial, chamado de Povoado de Pouso Alegre.

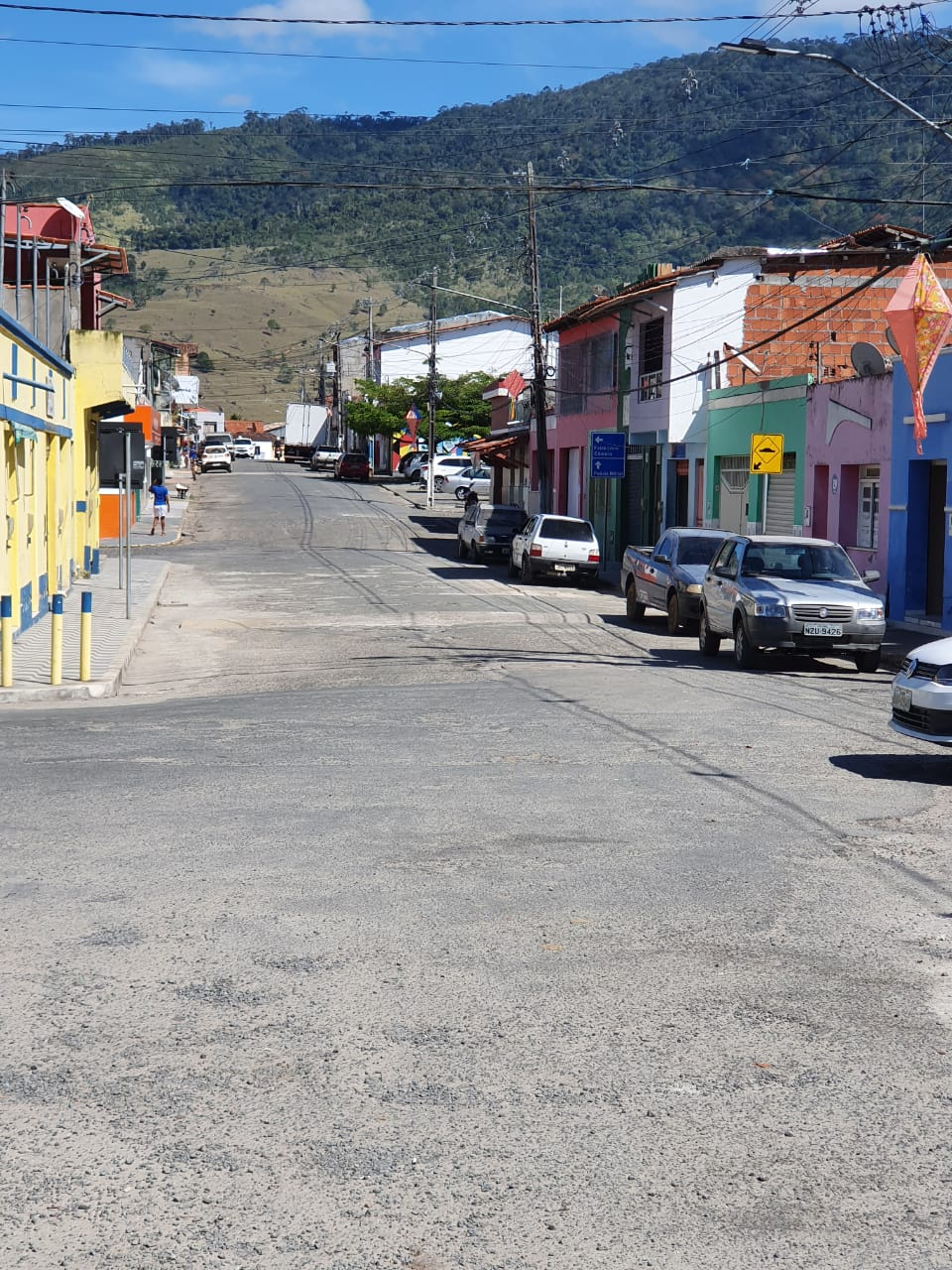
Rua Eusébio Ferreira.

Com o desenvolvimento econômico das principais fazendas da região e com a alta disponibilidade de terrenos, pessoas de outras regiões, principalmente aqueles que fugiam das regiões mais áridas do sertão baiano, chegavam em Pouso Alegre buscando novas oportunidades, motivo que levou o povoado crescer cada vez mais e consequentemente se tornar vila em 30 de dezembro de 1953, após deixar de fazer parte do terreno de Ilhéus, para se integrar ao recém criado município de Coaraci. Pela Lei Estadual nº 628 é criado o Distrito de Almadina (ex-povoado de Pouso Alegre) é anexado ao Município de Coaraci, aderindo o nome de Vila de Almadina. Impulsionado pelo crescente aumento nas produções de cacau, várias oportunidades surgiram nas novas fazendas rurais, porém a vila não possuía uma série de serviços fundamentais, por exemplo, a falta de água potável. Muitos moradores insatisfeitos com a situação, começaram a interligar esses problemas ao descaso na administração de Coaraci. Por esse motivo e pelas notícias de outros distritos estarem se emancipando de suas sedes, um desejo comum surgiu em meio a vila, as lideranças locais de Almadina perceberam que a sua vila poderia seguir o mesmo caminho, com o intuito de melhorar a condição de vida precária causada por problemas de infraestruturas que seus moradores viviam.
Observando o cenário favorável, foi dado início ao processo de emancipação da vila, com conclusão no dia 15 de março do ano de 1962, pelo governador Juracy Magalhães pela Lei Estadual nº 1641. Com a emancipação política e a consequente desintegração de Coaraci, o distrito de Almadina passou a ser a sede do novo governo municipal, que até hoje mantém a referida estrutura territorial e administrativa.

## Economia
Tendo em vista o desenvolvimento econômico do município de Almadina, a principal dinâmica por tradição, foi da atividade agrícola, força historicamente impulsionadora do desenvolvimento e crescimento da população do município. Atualmente entretanto, a economia da cidade concentra-se em atividades relacionadas ao governo e aos serviços municipais. Atividades agrícolas, e atividades industriais, de menor escala, também fazem parte da dinâmica da cidade.

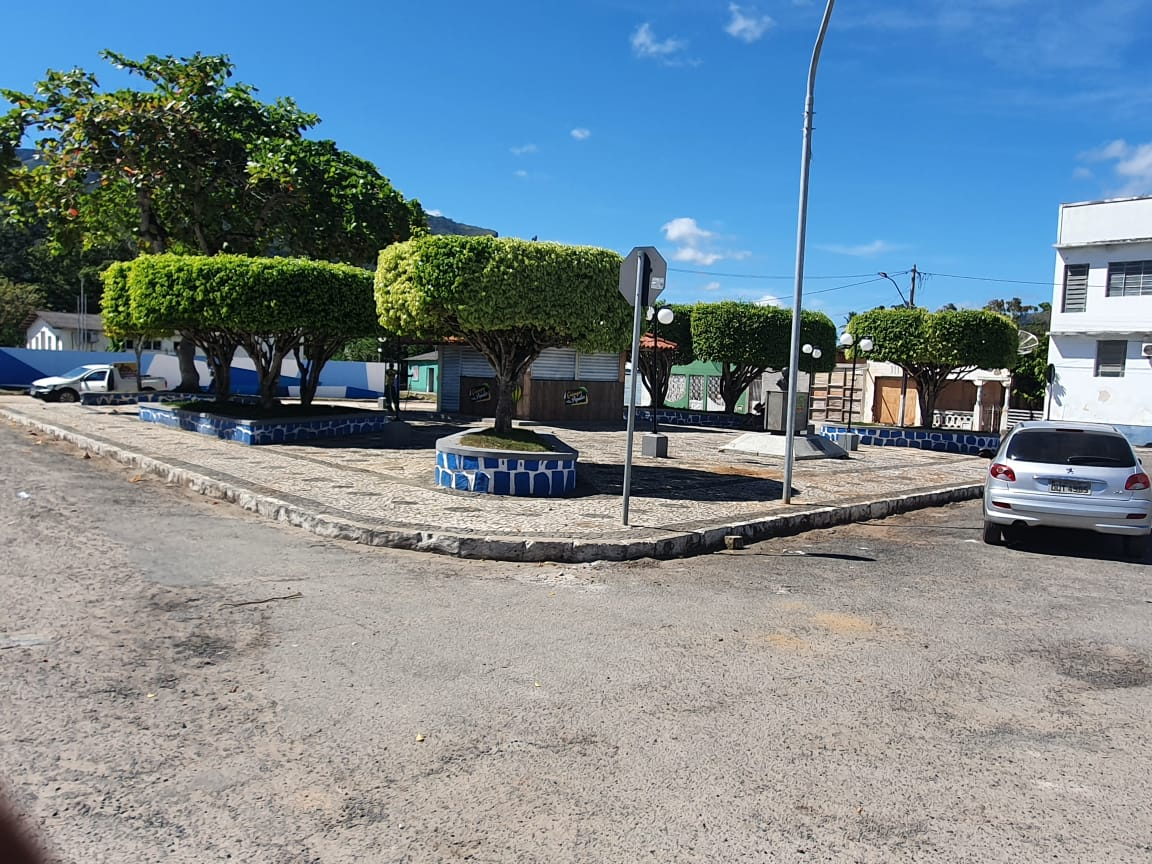
Praça Basílio Oliveira.

No Produto Interno Bruto (PIB) de Almadina, destaca-se o setor agrícola e comercial. De acordo com dados do IBGE, relativos a 2020, o PIB do município era de R$ 58,4 milhões. Almadina possui vários estabelecimentos de setores do varejo, alimentação, agricultura e construção, dentre outros. Abaixo podemos ver algumas das maiores empresas registradas de Almadina:
| Ranking das 10 maiores empresas de Almadina                                                              |
| --- |
| Mercado Barbosa - I Alves comércio de alimentos e bebidas eireli                                         |
| Mercado Acupe - Comercial de alimentos Acupe ltda                                                        |
| Bio sul agrícola - Importação e exportação - bio sul agrícola - comércio de importação e exportação ltda |
| Posto Almada - Posto Almada combustível ltda                                                             |
| Portal Almada - Danilo Barros Santos e cia ltda                                                          |
| Construtora Alfa - Construtora Alfa de Almadina ltda                                                     |
| Drogaria Farias - K T Lima Alves produtos farmacêuticos                                                  |
| Baby Dhudha - Eleson de Santana Oliveira e cia ltda                                                      |
| Farmácia Liz - Farmácia Liz ltda                                                                         |
| Pamac agrovet - Pablo Oliveira Rocha e cia ltda                                                          |

Fonte: Econodata